# Sławomir Kurkiewicz
Sławomir Kurkiewicz (1975) is een Pools bassist op het gebied van jazz.
Kurkiewicz ontmoette Marcin Wasilewski op de Muziekhogeschool van Koszalin. Sindsdien speelden ze samen jazz. In 1991 startten ze hun eigen trio. Ze worden  ontdekt door een andere Poolse jazzmusicus, Tomasz Stanko, die dan even zonder band zit. Ze gaan samen op tournee. 
In 1993 wordt de slagwerker vervangen door Michał Miskiewicz. Ze gaan toeren zonder Stanko onder de naam Simple Acoustic Trio en nemen diverse muziekalbums op voor plaatselijke platenlabels. In 2004 komt hun carrière van de grond als ze als Simple Acoustic Trio een album mogen opnemen voor ECM Records. Ondertussen speelden ze al mee op albums van hun ontdekker Stanko. 
In april 2008 toeren ze zelf, maar ook als begeleiders van Manu Katché, op wiens albums zij ook meespeelden.
Kurkiewicz speelde ook mee op een muziekalbum van Anna Maria Jopek, een Poolse jazz-zangeres.

## Discografie
- Soul of Things (Stanko) (2001)
- Suspended Night (Stanko) (2003)
- Simple Acoustic Trio (Marcin Wasilewski) (2004)
- Lontano (Stanko) (2005)
- January (Marcin Wasilewski) (2008)

- Bibliothèque nationale de France: cb146168238 (data)
- Gemeinsame Normdatei: 135401097
- International Standard Name Identifier: 0000 0001 1959 4169
- Library of Congress Control Number: no2004067639
- MusicBrainz: 021e6a0f-faaf-4a2c-a6af-27312b9996d0
- Système universitaire de documentation: 085677434
- Virtual International Authority File: 165449483
- WorldCat: E39PBJthbGJpvdBwY4Gw9RY3wC